# Stanhopea cirrhata
Stanhopea cirrhata är en orkidéart som beskrevs av John Lindley. Stanhopea cirrhata ingår i släktet Stanhopea och familjen orkidéer. Inga underarter finns listade i Catalogue of Life.